# 3287 Olmstead
3287 Olmstead је Марсов тројански астероид са средњом удаљеношћу од Сунца која износи 2,366 астрономских јединица (АЈ).
Апсолутна магнитуда астероида је 15,0.